# ستيفن كيلي (لاعب كرة قدم)
ستيفن كيلي (بالإنجليزية: Stephen Kelly)‏ هو لاعب كرة قدم بريطاني في مركز الوسط، ولد في 13 أبريل 2000 في اسكتلندا في المملكة المتحدة. لعب مع نادي رينجرز.

## وصلات خارجية
- ستيفن كيلي (لاعب كرة قدم) على موقع الاتحاد الإسكتلندي (الإنجليزية)
- ستيفن كيلي (لاعب كرة قدم) على موقع قاعدة بيانات كرة القدم.إي يو (الإنجليزية)
- ستيفن كيلي (لاعب كرة قدم) على موقع Soccerbase.com (لاعب) (الإنجليزية)
- ستيفن كيلي (لاعب كرة قدم) على موقع Soccerway.com (الإنجليزية)